# 대한광통신
대한광통신(舊옵토매직)은 광섬유 및 광케이블을 제조하는 업체로, 2013년까지 대한전선 그룹의 계열사였다. 사명이 두 차례 바뀌었는데, 처음에는 대한제작소로 설립되었으나 2000년 7월 옵토매직으로 바뀌었고 2012년 4월에는 대한광통신으로 변경되었다.

## 사업
주 매 출처는 한국전력, SK텔레콤, KT, LG유플러스 등이 있다. 이들 대형 파트너사를 기반으로 대한민국 내수 시장에서 시장점유율이 높아지고 있으며 미얀마 등 아시아 전역과 중동, 유럽 등으로 시장을 확대하고 있다. 스마트그리드 및 LTE 등의 확대로 전 세계적으로 광케이블의 수요는 늘어나는 추세이다. 동남아시아의 경우 아직 통신 인프라가 부족하기 때문에 이러한 지역을 중심으로 시장이 커질 것으로 예상되고 있다.
그러나 2013년에는 339억 원의 순손실로 큰 적자를 기록했고 2014년 들어서는 최고경영자가 두 차례나 바뀌는 등 경영이 불안정한 모습을 보였다.

## 지분 구조
대한광통신의 최대 주주는 설윤석 사장 일가로 40% 넘는 지분을 소유하고 있었으며, 대한광통신 또한 2013년 기준으로 대한전선의 지분 11.41%을 보유하고 있던 최대 주주이기도 했다.
그러나 대한전선이 몰락하며 설윤석 사장 등은 대한광통신의 지분을 사모펀드(PEF)인 큐씨피6호 프로젝트PEF에 지분 42.61%에 해당하는 주식 1160만여주를 주당 2340원씩 총 271억원에 매각했다. 이에 대한광통신의 대주주는 사모 펀드로 변경된 상태다.

## 유상증자
2025년 운영자금 등 약 230억원을 조달하고자 656원에 신주 3천500만주(보통주)를 발행하여 주주배정후 실권주 일반공모 유상증자를 하였다.

## 연혁
- 1978년 대한전선(주) 설립
- 1982년 한국광통신(KFOC) 설립
- 1984년 일본 스미토모와 기술제휴, VAD공법으로 광섬유 생산 개시
- 2001년 대한전선(주) 광섬유사업부를 별도법인 대한광통신으로 분사
- 2005년 장거리용 광섬유 개발
- 2008년 편광유지광섬유 및 조명용 태양광섬유 개발
- 2011년 대용량 장거리용 광섬유 개발

## 참고 문헌
1. 1 2  대한광통신, 미얀마서 150만불 OPGW 공급건 수주, 아시아경제 2013.02.13
2. ↑  대표이사 변경, 해도 너무 자주해, 매일경제 2014.04.15
3. ↑  “전기제조업 상장사 무더기 '적자 폭탄' - 전기신문 2013-05-27”. 2014년 12월 10일에 원본 문서에서 보존된 문서. 2014년 10월 29일에 확인함.
4. ↑  대한전선 구조조정에 '알짜' 대한광통신 제외, 연합인포맥스 2013.10.10
5. ↑  설윤석 대한전선 사장, 대한광통신 지분 큐캐피탈PEF에 매각, 인베스트조선 2012.11.21
6. ↑  50년 흑자 대한전선 왜 몰락했나, 前 회장 갑작스러운 죽음 후 부실 경영…자산 매각 등 몸부림쳤지만 설윤석 사장 경영권 포기 - 주간동아 Oct 14, 2013
7. ↑  “실패에서 배운다 - 대한전선 `믿는 도끼에 찍혔다`, 비즈니스워치 2013-11-08”. 2014년 10월 29일에 원본 문서에서 보존된 문서. 2014년 10월 29일에 확인함.
8. ↑  대한광통신, 2백30억원 주주배정 유상증자...3500만주 발행, 조세금융신문, 2024.11.14